# JDS Myōkō
JDS Myōkō (pennant number DDG-175) è un cacciatorpediniere lanciamissili della classe Kongō appartenente alla Kaijō Jieitai giapponese.
Fu costruito dalla Mitsubishi Heavy Industries a Nagasaki, l'8 aprile 1993, ed è entrato in servizio il 5 ottobre 1994.